# Un monstre à Paris
Un monstre à Paris (Nederlands: Het monster van Parijs) is een Franse animatiefilm uit 2011 van de Franse regisseur Bibo Bergeron, met de stemmen van Vanessa Paradis, Stan Van Samang, Stany Crets, Peter Van de Veire en Marijn Devalck.

## Verhaal
In 1910 tijdens de grote overstroming van Parijs, gaat een experiment fout en wordt een vlo tot een gigantisch monster getransformeerd. Het monster komt in contact met een zangeres die hem vermomt en zijn muzikale vaardigheden aan de buitenwereld laat zien.

## Rolverdeling (stemrollen)
- Matthieu Chedid - Francœur (als -M-)
- Vanessa Paradis - Lucille
- Gad Elmaleh - Raoul
- François Cluzet - Victor Maynott
- Ludivine Sagnier - Maud
- Julie Ferrier - Madame Carlotta
- Bruno Salomone - Albert
- Sébastien Desjours - Emile
- Philippe Peythieu - Inspecteur Páte
- Paul Bandey - Verteller / nieuwslezer / politieagent / journalist